# 和平街道 (抚顺市)
和平街道，是中华人民共和国辽宁省抚顺市望花区下辖的一个乡镇级行政单位。2019年11月29日，撤销新民街道，将其所辖的洗化社区、昌盛社区行政区域划归和平街道管辖。

## 行政区划
和平街道下辖以下地区：
昌图社区、南一社区、宏钢社区、朝阳社区、信合社区、辽中社区、开源社区、和顺社区、风华社区和嘉园社区。